# Skopak
Skopak war eine Automarke aus Pakistan.

## Unternehmensgeschichte
Das Unternehmen Haron Industries Ltd. bzw. Haroon Industries Ltd. aus Karatschi war Importeur für Automobile von Škoda und Traktoren von Zetor. 1965 begann die Produktion von Automobilen. 1970 kam ein eigenständiges Modell dazu, das als Skopak vermarktet wurde. 1971 endete dessen Produktion. Insgesamt entstanden etwa 1400 Fahrzeuge.

## Fahrzeuge
Das Unternehmen montierte ab 1965 den Škoda 1000 MB aus angelieferten Bausätzen.
Ab 1967 gab es Pläne für ein Mehrzweckfahrzeug. Ein Trekka wurde aus Neuseeland importiert, ging allerdings in Pakistan nicht in Produktion. Eine eigene Entwicklung basierte auf dem Fahrgestell des Škoda Octavia. Zunächst war geplant, dass die Karosserie aus geraden Blechen bestehen sollte. Letztendlich wurde sie in glasfaserverstärktem Kunststoff ausgeführt, weil sie so billiger herzustellen war. Prototypen entstanden 1969. Die Serienproduktion lief von Mai 1970 bis Frühjahr 1971. Die Basisausführung war ein offener Pick-up mit zwei Sitzen. Stoffdach, Seitenscheiben und Hardtop waren gegen Aufpreis erhältlich. Eine Flughafenausführung bot mehr Platz für Personen und Gepäck. Ein Vierzylindermotor mit 1221 cm³ Hubraum und 34,5 kW trieb die Fahrzeuge an.